# 5149 Leibniz
5149 Leibniz è un asteroide della fascia principale. Scoperto nel 1960, presenta un'orbita caratterizzata da un semiasse maggiore pari a 3,1580086 UA e da un'eccentricità di 0,1507419, inclinata di 0,74791° rispetto all'eclittica.